# كلير مارتن
كلير مارتن (بالإنجليزية: Clare Martin)‏ (و. 1952 – م)هي سياسية من أستراليا .
وهي عضوة في حزب العمال الأسترالي .

## التعليم
تعلمت في جامعة سيدني.